# Sojiro Ishii
Sojiro Ishii (født 29. marts 1970) er en tidligere japansk fodboldspiller.
Han har spillet for flere forskellige klubber i sin karriere, herunder Gamba Osaka.